# Maxine Dexter
Pour les articles homonymes, voir Dexter.
Maxine Elizabeth Dexter, née Johnson le 5 décembre 1972, est une médecin et femme politique américaine qui représente les États-Unis pour le troisième district de l'Oregon depuis 2025. Membre du Parti démocrate, elle a précédemment représenté le 33e district de la Chambre des représentants de l'Oregon de 2020 à 2024, qui couvre certaines parties du nord-ouest de Portland, ainsi que Cedar Mill, Oak Hills et la majeure partie de Bethany.
En mai 2024, Dexter remporte la primaire démocrate pour le 3e district de l'Oregon après avoir affronté sa compatriote démocrate de Portland, Susheela Jayapal (en). Elle est élue à la Chambre des représentants des États-Unis le 5 novembre 2024.

## Jeunesse et carrière médicale
Dexter grandit à Bothell, Washington, et est diplômé de l'Inglemoor High School (en). Elle obtient son baccalauréat en sciences politiques et en communication de l'université de Washington et son doctorat en médecine de la faculté de médecine de cette même université.
Dexter effectue sa résidence médicale à Aurora, dans le Colorado, et déménage à Portland avec son mari en 2008. Elle travaille comme pneumologue chez Kaiser Permanente (en) à Hillsboro. En 2023, il est annoncé qu'elle continuerait à travailler à temps partiel chez Kaiser Permanente en tant que pneumologue et spécialiste en médecine de soins intensifs pendant sa campagne au Congrès.

## Chambre des représentants de l'Oregon

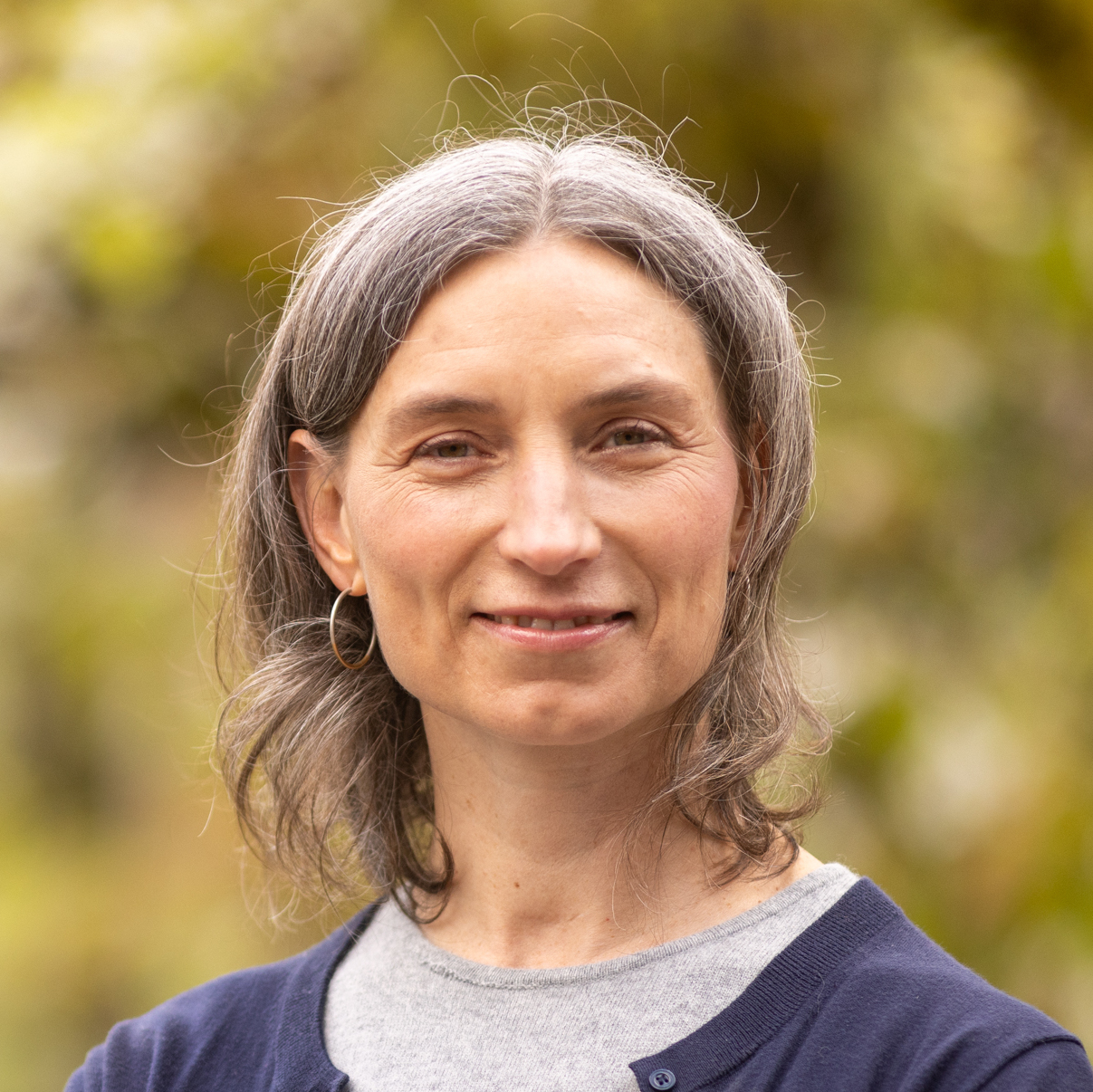
Maxine Dexter en 2024.

Dexter se présente pour succéder à Mitch Greenlick (en) en tant que représentante du 33e district de la Chambre des représentants de l'Oregon lors des élections de 2020. Dexter déclare qu'elle a été inspirée à se présenter aux élections après l'audience de confirmation de Brett Kavanaugh devant la Cour suprême, au cours de laquelle Christine Blasey Ford a accusé Kavanaugh d'agression sexuelle, ce qu'il a nié avec force.
Elle remporte la primaire démocrate pour succéder à Greenlick le 17 mai 2020, avec 40 % des voix, battant trois autres candidats, dont Christina Stephenson (en). Greenlick est décédé le 15 mai, et Dexter est donc nommée pour terminer son mandat un mois plus tard. Pendant la pandémie de COVID-19, Dexter traite des patients atteints de la maladie et écrit une lettre exhortant la gouverneure de l'Oregon, Kate Brown, à fermer les écoles de l'Oregon en avril 2020. Elle est réélue aux élections de 2022. Le 31 juillet 2024, Dexter annonce qu'elle démissionne de la législature pour se concentrer sur sa campagne pour le Congrès, à compter du 30 août.

### Mandat
En tant que représentante, Dexter présente un projet de loi élargissant l'accès à la naloxone, un antidote aux opioïdes, permettant aux premiers intervenants de distribuer le médicament aux membres du grand public et décriminalisant les bandelettes de test du fentanyl. Le projet de loi est promulgué le 8 août.
En 2023, Dexter est présidente du comité du logement et des sans-abri de la Chambre des représentants. On lui attribue le mérite d'avoir contribué à faire passer un projet de loi de dépenses de 200 millions de dollars sur les questions de logement et de sans-abrisme.

## Chambre des représentants des États-Unis

### Élections 2024
Le 5 décembre 2023, Dexter annonce sa candidature à l'investiture démocrate pour le troisième district de l'Oregon pour succéder au représentant sortant Earl Blumenauer. Dexter déclare dans une interview qu'elle prévoyait de se présenter au Congrès depuis l'âge de 20 ans.
Lors des primaires, elle doit faire face à l'opposition de l'ancienne commissaire du comté de Multnomah, Susheela Jayapal (en), et du conseiller municipal de Gresham, Eddy Morales. Elle est la principale bénéficiaire des dépenses indépendantes lors des primaires, 314 Action ayant dépensé environ 2,2 millions de dollars au total en dépenses indépendantes pour soutenir sa campagne, Elle reçoit le soutien de politiciens, dont Dan Rayfield (en), qui a été président de la Chambre des représentants de l'Oregon de 2022 à 2024. Elle est également soutenue par The Oregonian et le Willamette Week. Dexter remporte finalement la primaire démocrate.
Le 5 novembre 2024, Dexter bat la candidate républicaine Joanna Harbour aux élections générales.

### Mandat
Dexter prend ses fonctions le 3 janvier 2025, aux côtés d'autres membres du 119e Congrès des États-Unis. Elle indique que l’adoption de lois visant à élargir l’accès aux soins de santé et à améliorer la qualité de l’air sont ses principales priorités au Congrès.

## Positions politiques
Dexter soutient la transition vers un système de santé à payeur unique. Elle soutient également une meilleure protection des employés, une réduction des émissions de gaz à effet de serre, une augmentation des fonds destinés au logement social et un contrôle plus strict des armes à feu. Dexter s’oppose aux efforts visant à conditionner l’aide américaine à Israël dans le contexte de la guerre en cours entre Israël et le Hamas, mais soutient un cessez-le-feu négocié et la livraison d’aide humanitaire.